# Henri Gauthier
Henri Gauthier (nascut el 1877 i mort el 1950) fou un egiptòleg francès.
Deixeble de Victor Loret a Lyon de 1897 a 1900, i després d'Erman a Berlín, entrà el 1903 a l'Institut français d'archéologie orientale del Caire. A continuació efectuà excavacions a la Necròpolis de Dra-Abu al-Naga i a Al Qattah. Posteriorment es consagrà a treballs relatius a les qüestions històriques i geogràfiques. Treballà amb Gaston Maspero, el qual li demanà de copiar les inscripcions dels temples nubians d'Amada, Kalabchah i Uadi Sebua.

## Publicacions
- Notes géographiques sur le nome panopolite, BIFAO 4, p. 39 - 101, 1905.
- Amb Émile Chassinat i H. Piéron, Fouilles de Qattah, MIFAO, El Caire, 1906.
- Le Livre des rois d'Égypte, recueil de titres et protocoles royaux, 1, Des origines à la XIIe dynastie égyptienne, n°17, MIFAO, El Caire, 1907.
- Le temple de Kalabchah, Les temples immergés de la Nubie, IFAO, El Caire, 1911-1914.
- Nouvelles notes géographiques sur le nome panopolite, BIFAO 10, p. 89 - 130, 1912.
- La grande inscription dédicatoire d'Abydos, n°4, BdE, IFAO, El Caire, 1912.
- Le temple de Ouadi Es-Sebouâ, Les temples immergés de Nubie, IFAO, El Caire, 1912.
- Le Livre des rois d'Égypte, recueil de titres et protocoles royaux, 2, De la XIIIe dynastie à la fin de la XVIIIe dynastie égyptienne, n°18, MIFAO, El Caire, 1912.
- Le Livre des rois d'Égypte, recueil de titres et protocoles royaux, 3, De la Dynastie XIXe à la XXIVe dynastie égyptienne, n°19, MIFAO, El Caire, 1914.
- Le Livre des rois d'Égypte, recueil de titres et protocoles royaux, 4, de la XXVe dynastie égyptienne à la fin des Ptolémées, n°20, MIFAO, El Caire, 1916.
- Le Livre des rois d'Égypte, recueil de titres et protocoles royaux, 5, Les empereurs romains, N°21, MIFAO, El Caire, 1917.
- Répertoire pharaonique pour servir d'index au "Livre des rois d'Égypte", n°15, BIFAO, El Caire, 1918.